# Bai Faquan
Bai Faquan (18 de março de 1986) é um triatleta profissional chinês.

## Carreira
Bai Faquan competidor do ITU World Triathlon Series, disputou os Jogos de Londres 2012, ficando em 46º.

### Rio 2016
Bai Faquan competiu na Rio 2016, ficando em 50º lugar com o tempo de 1:58.08.